# Maria Stuarda
Marie Stuart
Versions successives
- Buondelmonte, version adaptée à un livret de Pietro Saladino, 
18 octobre 1834, Teatro San Carlo, Naples

Personnages
- Maria Stuarda, reine d'Écosse (soprano)
- Elisabetta, reine d'Angleterre (soprano ou mezzo-soprano)
- Roberto, comte de Leicester (ténor)
- Giorgio Talbot (baryton)
- Lord Guglielmo Cecil, grand trésorier (basse)
- Anna Kennedy, nourrice de Marie (mezzo-soprano)
- Un héraut (basse)

Airs
- « Ah, quando all'ara scorgemi » (Elisabetta) – Acte I
- « Ah, rimiro il bel sembiante » (Roberto) – Acte I
- « Deh ! tu di un umile preghiera » (Maria) – Acte III, 3e tableau

Maria Stuarda est un drame lyrique en deux actes de Gaetano Donizetti sur un livret de Giuseppe Bardari, créé dans une version remaniée au Teatro San Carlo de Naples le 18 octobre 1834 sous le titre Buondelmonte, et dans la version originale, sous son titre original, à la Scala de Milan, le 30 décembre 1835 (avec la Malibran dans le rôle-titre). C'est le deuxième des opéras de Donizetti où apparaît la reine Élisabeth Ire d'Angleterre – le premier étant Elisabetta al Castello di Kenilworth (1829) et le troisième Roberto Devereux (1837).

## Historique: échec, censure et triomphe
La composition de Maria Stuarda se situe en 1834, c'est-à-dire après Anna Bolena (1830) et Lucrezia Borgia (1833) et avant Lucia di Lammermoor (1835). Au printemps de 1834, Donizetti, alors âgé de 37 ans, fut approché par le Teatro San Carlo de Naples pour composer un nouvel opéra et songea à prendre pour point de départ le drame de Schiller Maria Stuart (1800), qu'il avait vu représenter en italien à Milan.
Donizetti proposa le sujet à Felice Romani, mais en l'absence de réponse de celui-ci, il dut se rabattre sur un très jeune poète de 17 ans, Giuseppe Bardari, dont ce fut au demeurant le seul ouvrage lyrique. Bardari suivit assez étroitement la pièce de Schiller. En particulier, dans les deux ouvrages, la reine Marie Stuart n'apparaît qu'à l'acte II et la scène de la rencontre entre les deux reines – aussi célèbre que tout à fait imaginaire sur le plan historique – se retrouve dans l'un et l'autre. Donizetti passa l'été à composer et à orchestrer son opéra et les répétitions commencèrent en septembre.
La censure napolitaine prit ombrage de la scène de l'acte II dans laquelle Marie Stuart traite Élisabeth Ire de bâtarde et s'inquiéta probablement aussi, en cette époque où la fièvre révolutionnaire agitait l'Europe, de voir monter sur l'échafaud, à la fin de l'opéra, la reine d'Écosse dont la souveraine de Naples, Marie-Christine de Savoie, était la descendante. L'ouvrage fut interdit au lendemain de la générale, qui fut houleuse puisque les deux prime donne rivales, Giuseppina Ronzi de Begnis et Anna del Serre, en vinrent aux mains dans la fameuse scène de l'acte II et l'on dut emmener del Serre évanouie.
Pour sauver l'ouvrage, il fallut l'adapter à un autre livret, dû à Pietro Saladino, sous le titre Buondelmonte, dont l'action se situe à Florence au XVe siècle. Donizetti réemploya l'essentiel de la musique de Maria Stuarda mais dut procéder à des adaptations qui le rendirent fort mécontent : en marge de la partition, il écrit : « mais c'est laid ! ». C'est sous cette forme qu'eut lieu la première napolitaine le 18 octobre 1834. Refusant  tout changement ultérieur il s'exclame : « Faites-le vous-même et puissiez-vous vivre cent ans ! ».

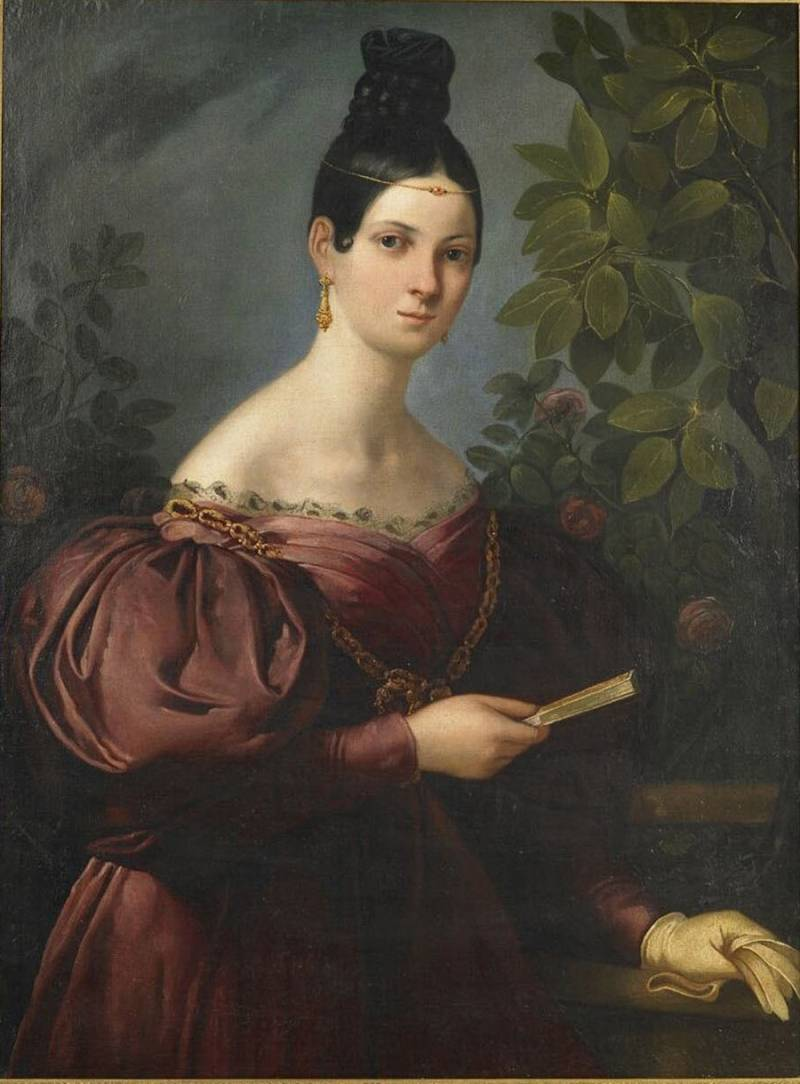
Maria Malibran

L'année suivante, la célèbre mezzo-soprano Maria Malibran, impose la création de l'œuvre originale à la Scala de Milan en ignorant les prescriptions de la censure. La première a lieu le 30 décembre 1835. Donizetti tente alors sa dernière chance de mener son opéra sur le chemin du succès. Le compositeur a eu beau adapter le rôle principal pour la Malibran, améliorer les récitatifs, enrichir certaines scènes et remplacer le court prélude par une ouverture plus développée, ce soir là, la flamme de la célèbre cantatrice est vacillante. Elle n'est pas en forme et s'obstine à chanter malgré une sévère indisposition pour ne pas abandonner son cachet considérable. Elle ruine la représentation. Après six représentations, le public montre un certain enthousiasme pour l'œuvre mais cette dernière, interdite par les autorités municipales, doit être retirée. Réalisant l'impossibilité d'interpréter l'œuvre en Italie, une première à Londres est planifiée mais la mort prématurée de la Malibran en 1836, à l'âge de 28 ans, fait avorter le projet.
Pendant tout le XIXe siècle, il y eut quelques productions de Buondelmonte et une de Maria Stuarda à Naples en 1865. L'ouvrage tomba alors dans l'oubli avant d'être ressuscité par le chef d'orchestre Oliviero De Fabritiis, dans sa version originale, en 1958 au Teatro Donizetti de Bergame, ville natale du compositeur. Il fut représenté pour la première fois à Londres le 1er mars 1966 mais c'est l'exécution de Giogio de Lullo au Maggio Musicale en 1967 qui marque le début du succès (les costumes et les décors sont de Pier Luigi Pizzi qui a également signé la mise en scène ainsi que les décors et costumes de la représentation de 2008 à la Scala). Leyla Gencer et Shirley Verrett se partagent les parties des deux souveraines. À partir de ce moment, l'opéra connaît un succès triomphal. Les meilleures cantatrices ont relevé les défis vocaux et dramatiques que représentent les deux rôles principaux de l'œuvre : Montserrat Caballé, Beverly Sills, Janet Baker, Rosalind Plowright, Joan Sutherland, Huguette Tourangeau, Maria Chiara, Edita Gruberova et Agnes Baltsa. Le mérite d'avoir fait connaître et apprécier l'œuvre outre-Atlantique revient à Beverly Sills.
Le manuscrit de Maria Stuarda qu'on croyait perdu a été retrouvé au cours des années 80.  Une étude critique a été entreprise et a été utilisée pour la production en deux actes de Bergame en 1989. Outre la partition orchestrale complète, Donizetti avait réalisé une réduction pour voix et piano. Les deux versions existaient encore en 1865, année où l'opéra disparut du répertoire au XIXe siècle. Il existe au moins quatre partitions manuscrites non autographes ainsi que plusieurs versions de la partition napolitaine. Ces différentes versions comportent d'importantes et nombreuses variantes.

## Maria Stuarda: un drame psychologique de l'inconscient

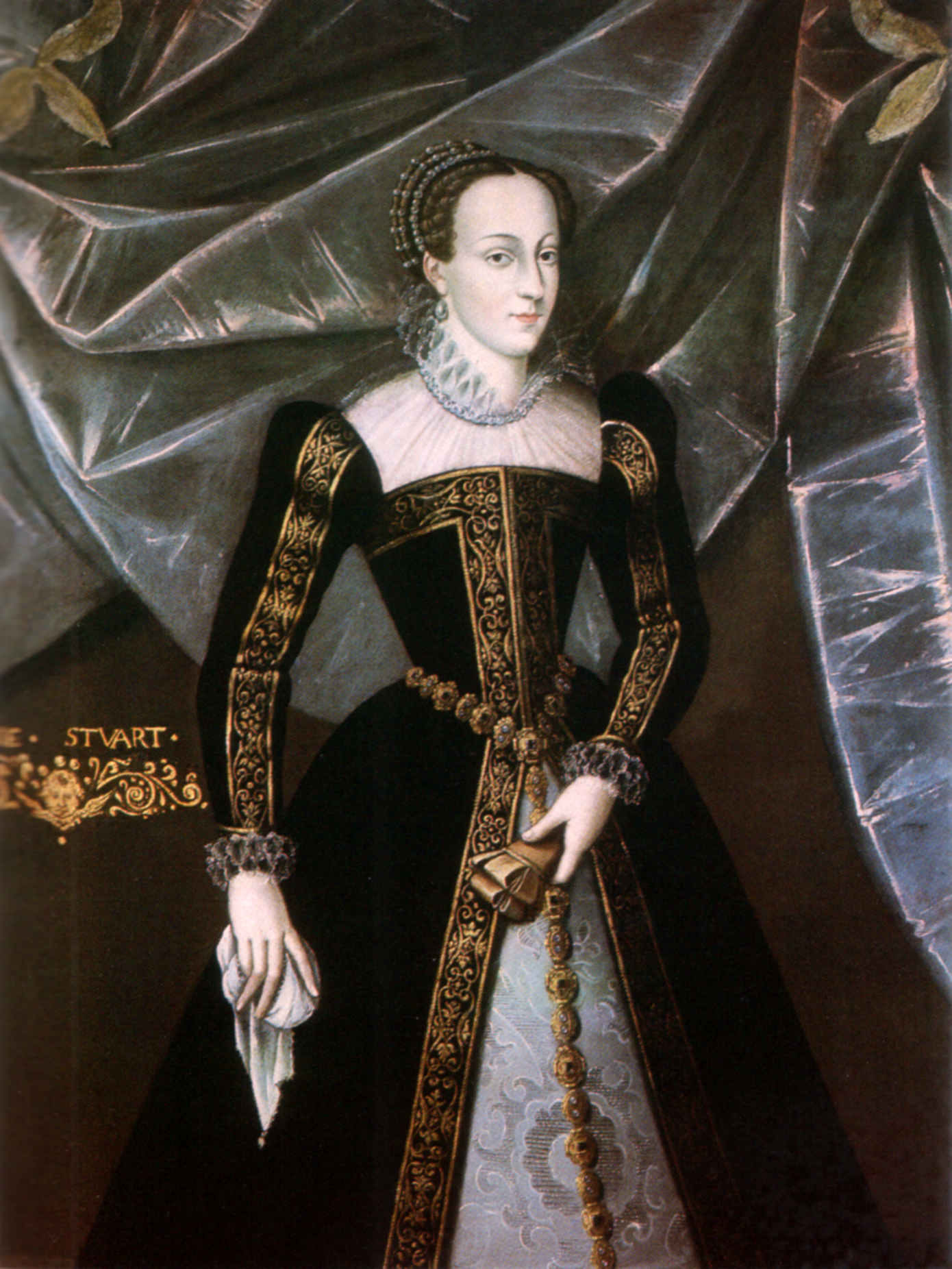
Portrait de Marie Stuart, reine d'Écosse

Une île, deux souveraines. Cela n'augure rien de bon. La pièce de 
Friedrich von Schiller, Maria Stuart, décrit la guerre psychologique sans merci pour le pouvoir que se livrent ces deux femmes si différentes l'une de l'autre. Chacune de ces reines revendique le royaume de l'autre en toute légitimité, car elles sont cousines ! Dans l'œuvre de Donizetti, les deux reines ne sont pas présentées comme des souveraines auréolées d'un prestige royal mais comme deux rivales enfermées, chacune dans leurs principes, leurs rivalités, leurs jalousies, et qui se disputent l'amour de Roberto, comte de Leicester, en se lançant des injures à la tête l'une de l'autre. Érotisme, politique et religion interagissent entre elles dans une pièce où la psychologie de l'inconscient joue un rôle primordial — bien qu'à cette époque, le concept ne soit pas encore inventé.
Élisabeth Ire n'aurait-elle pas fait exécuter sa rivale, Marie Stuart, uniquement poussée par une jalousie haineuse ? Les hommes sont aux pieds de la reine d'Écosse la catholique alors qu'Élisabeth souffre d'un complexe d'infériorité car considérée comme une enfant illégitime issue des amours du roi Henri VIII avec Anne Boleyn. De fait, dans l'opéra de Donizetti, Maria traite à plusieurs reprises sa rivale de « bâtarde ». Friedrich von Schiller avait déjà employé ce terme insultant dans son drame Maria Stuart, faisant dire à la reine d'Écosse : « Le trône d'Angleterre est profané par une bâtarde ! ».
Pour contrer ces attaques, Élisabeth, l'anglicane, réagit en se forgeant une réputation de « reine vierge » et en œuvrant inlassablement pour hisser son pays au premier rang de la scène internationale.
Lorsque les deux reines se querellent au premier acte de l'opéra, la sympathie du public va vers Maria, le rôle-titre. Elle a une voix de soprano, elle est jeune et elle est belle ! À l'opposé, Élisabeth est plus âgée, plutôt laide et du genre vieille fille aigrie. Maria est emprisonnée pour un crime qui a eu lieu avant le début de l'opéra. À l'inverse, le crime d'Élisabeth, c'est-à-dire l'injuste accusation dont elle accable son ennemie intime, s'accomplit sous les yeux des spectateurs. Elle est poussée par des sentiments mesquins : la vanité blessée, la jalousie et l'envie, ce qui la rend encore plus méprisable dans le cœur du public.
Ainsi, non seulement Maria attire vers elle toute la sympathie des spectateurs, mais elle bénéficie également de la légitimité morale. En outre, elle reconquiert sa dignité royale en s'humiliant devant Élisabeth. Chez Schiller, comme par la suite dans le livret de Giuseppe Bardari, cet épisode représente un retournement moral au niveau de l'intrigue : à partir de ce moment, Maria s'amende, se transfigure et prend une dimension qu'on peut qualifier d'immatérielle. Cela s'exprime dans l’Aria del supplizio lorsque Maria monte sur l'échafaud. Un air qui allie solo et ensemble, expressivité et virtuosité.

## L'intrigue
Si l'on veut faire le parallèle entre l'œuvre de Schiller et celle de Donizetti et Bardari, on peut dire que ces derniers ont simplifié le caractère de certains personnages. Par exemple, Schiller présente le comte de Leicester comme une personne trouble et douteuse, louvoyant sans cesse entre les deux camps dont il tire avantage, tandis que dans l'opéra, il prend non seulement le parti de Marie Stuart, mais il en est également l'amant et prépare en secret son sauvetage. Leicester hérite ainsi d'une partie du rôle de Mortimer dans le drame de Schiller — Mortimer n'apparaît pas dans le drame de Bardari. Le personnage de Talbot a également été remanié : en tant que conseiller de Maria, il remplit une fonction précise dans le drame. En effet, hostile à un meurtre politique, il s'oppose à Cecil Burleighs qui œuvre à l'anéantissement de Maria. Donizetti et Bardari rangent donc d'emblée Talbot aux côtés de la reine d'Écosse.
Les maîtres du bel canto, tels que Donizetti, ont abordé l'histoire avec une grande habileté. Allant au-delà de la dimension purement événementielle, le compositeur sonde les profondeurs du comportement humain. Devenue une figure de proue de l'opéra romantique, Maria Stuarda a connu une réhabilitation tardive. L'opéra est considéré comme très représentatif de la manière de Donizetti.

## Distribution
À l'origine, la partition est écrite pour deux sopranos mais les productions modernes confient volontiers le rôle d'Élisabeth Ire à une mezzo-soprano dont les graves ajoutent à la tension dramatique.
| Rôle                                                               | Typologie vocale | Interprètes le 18 octobre 1834 (version Buondelmonte) | Interprètes le 30 décembre 1835 |
| ------------------------------------------------------------------ | ---------------- | ----------------------------------------------------- | ------------------------------- |
| Maria Stuarda, Regina di Scozia Marie Stuart, reine d'Écosse       | soprano          | Giuseppina Ronzi de Begnis                            | Maria Malibran                  |
| Elisabetta, Regina d'Inghilterra Élisabeth Ire, reine d'Angleterre | soprano          | Anna del Sere                                         | Giacinta Puzzi-Tosso            |
| Roberto, Conte di Leicester Robert Dudley, comte de Leicester      | ténor            | Francesco Pedrazzi                                    | Domenico Reina                  |
| Giorgio Talbot George Talbot, comte de Shrewsbury                  | baryton          | Carlo Ottolini Porto                                  | Ignazio Marini                  |
| Lord Guglielmo Cecil, Gran Tresoriere William Cecil, Lord Burleigh | basse            | Achille Balestracci                                   | Pietro Novelli                  |
| Anna Kennedy, nutrice di Maria Anne Kennedy, nourrice de Marie     | mezzo-soprano    |                                                       |                                 |
| Un héraut                                                          | basse            |                                                       |                                 |

## Argument
L'action se déroule en Angleterre en 1587. Marie, reine d'Écosse, s'est enfuie de son royaume et a été emprisonnée par sa cousine Élisabeth, reine d'Angleterre, au château de Fotheringay.

### Acte I

#### Premier tableau
Au palais de Westminster, les courtisans attendent l'arrivée de la reine Élisabeth dont le mariage doit réunir les couronnes d'Angleterre et de France. En réalité, la reine, bien que consciente des avantages que cette union procurerait à son pays, est attirée par un autre homme que le roi de France et elle confesse son hésitation dans une gracieuse cavatine Ah, quando all'ara scorgemi.
Profitant de l'atmosphère de liesse qui règne, Talbot presse la reine de faire grâce à Marie Stuart, mais son chancelier, Lord Cecil, lui rappelle qu'on ne peut faire confiance à la reine d'Écosse et lui conseille de la faire exécuter. Élisabeth prie le ciel de la guider dans ses actes et menace de se venger de Marie Stuart s'il se confirme que, comme elle le soupçonne, celle-ci est éprise de Leicester, qui est l'homme dont elle est elle-même amoureuse.
Leicester entre et Élisabeth le nomme ambassadeur auprès du roi de France et lui remet un anneau en lui demandant d'annoncer qu'elle accepte l'offre de mariage tout en se réservant encore la possibilité de changer d'avis. Leicester semble indifférent à cette résolution, ce qui provoque un vif dépit de la reine.
Après le départ de la reine et des courtisans, Talbot avoue à Leicester qu'il s'est rendu auprès de Marie Stuart à Fotheringay et que la reine emprisonnée a demandé l'aide de Leicester et lui remet la lettre qu'elle lui adresse. Leicester est touché par ce message et par la beauté du portrait qu'on lui présente (Ah, rimiro il bel sembiante) et promet d'aider la prisonnière. Mais Élisabeth revient, demande à voir le billet qu'il tient à la main et se rend compte que Marie convoite non seulement son trône mais aussi l'homme qu'elle aime. Leicester nie être amoureux de la reine d'Écosse, non sans louer sa beauté en termes passionnés, et, quoique non sans renforcer ses soupçons, convainc Élisabeth d'aller rendre visite à sa cousine à Fotheringay (Era d'amor l'immagine et Sul crin la rivale).

#### Deuxième tableau
Dans nombre de versions modernes, cette scène est considérée, à tort, comme un acte à part entière. Le deuxième acte de l'opéra devient alors le troisième. Mais ce n'était pas ainsi que Donizetti l'entendait.
Dans le parc de Fotheringay, Marie, en compagnie de sa suivante Anna, évoque les souvenirs heureux de sa vie passée à la cour de France où elle a été élevée (Oh, nube ! che lieve per l'aria ti aggiri). C'est alors qu'arrive l'équipage d'Élisabeth qui chasse à proximité du château. Marie, inquiète à l'idée de se retrouver en présence de sa cousine, s'apprête à quitter le lieu lorsqu'arrive Leicester qui lui conseille de se soumettre tout en jurant de la venger si la reine restait insensible à ses prières. À la fin de leur duo, il demande Marie en mariage.
Marie s'éloigne et Leicester accueille Élisabeth. Celle-ci est mal à l'aise et, voyant Marie que Talbot est allé chercher, elle refuse d'abord de lui parler et murmure : E sempre la stessa, superba, orgogliosa (« Elle est toujours la même, altière, orgueilleuse »). Marie se force à s'agenouiller devant sa cousine et à implorer son pardon. Mais la reine la repousse et, sur un ton sarcastique, l'accuse d'avoir trahi et assassiné son époux, Darnley, puis s'en prend à Leicester qui tente de réconforter Marie. Marie réagit en insultant sa cousine qu'elle traite de figlia impura di Bolena (« fille impure d'Anne Boleyn ») et de bastarda (« bâtarde »). La reine la condamne à mort et l'acte culmine dans un magnifique sextuor.

### Acte II

#### Premier tableau
Au palais de Westminster, Élisabeth n'a pas encore signé la sentence de mort (Quella vita a me funesta) mais la vue de Leicester, qu'elle soupçonne d'être amoureux de sa cousine, et les pressions de Lord Cecil ont raison de son hésitation.
Entre Leicester qui implore sa clémence, mais la reine le repousse froidement et lui donne l'ordre d'assister à l'exécution.

#### Deuxième tableau
À Fotheringay, Lord Cecil informe Marie de la sentence. Elle refuse les services d'un prêtre anglican et sa confession est reçue par le loyal Talbot dans une scène célèbre, l'un des sommets de l'opéra. Marie croit voir le fantôme de son second mari, Darnley (que le librettiste a nommé Arrigo) : Delle mie colpe lo squallido fantasma, qu'évoquent les trombones à l'orchestre. Elle rappelle douloureusement le souvenir de Rizzio puis (Quando di luce rosea) nie toute part au meurtre de son mari qu'elle attribue à la jalousie d'Élisabeth.

#### Troisième tableau
Les partisans de Marie s'indignent et Anna tente de les calmer en leur reprochant de troubler les dernières heures de sa maîtresse. Celle-ci prie Dieu de façon à la fois calme et pathétique (Deh ! tu di un umile preghiera) tandis qu'on entend le premier des trois coups de canon qui annoncent l'exécution capitale. Cecil vient annoncer qu'Élisabeth accorde à Marie une dernière volonté. Marie demande qu'Anna l'accompagne jusqu'au pied de l'échafaud (Di un cor che more). Leicester, bouleversé, apparaît et le deuxième coup de canon provoque son ultime protestation d'innocence (Ah, se un giorno da queste ritorte). Au troisième coup, Marie marche, la tête haute, vers la mort.

## Discographie sélective
| Année | Distribution (Maria, Elisabetta, Leicester, Talbot)                        | Chef d'orchestre, Opéra et orchestre                                      | Label                                            |
| ----- | -------------------------------------------------------------------------- | ------------------------------------------------------------------------- | ------------------------------------------------ |
| 1967  | Leyla Gencer, Shirley Verrett, Franco Tagliavini, Agostino Ferrin          | Francesco Molinari Pradelli, Orchestre et choeur du Mai Musical Florentin | CD Audio : Hunt Cat: 2 Huntcd 543-2              |
| 1971  | Beverly Sills, Eileen Farrell, Stuart Burrows, Louis Quilico               | Aldo Ceccato, Orchestre philharmonique de Londres – Chœur John Aldis      | CD Audio : Deutsche Grammophon Cat: 289 465961-2 |
| 1971  | Montserrat Caballé, Shirley Verret, Ottavio Garaventa, Raffaele Arié       | Carlo Felice Cillario, Orchestre et chœur de la Scala                     | CD Audio : Live Opéra d'Oro Cat: OPD7079         |
| 1975  | Joan Sutherland, Huguette Tourangeau, Luciano Pavarotti, Roger Soyer       | Richard Bonynge, Orchestre et chœur du Teatro Communale di Bologna        | CD Audio : Decca Cat:00289 425 4102              |
| 1989  | Edita Gruberova, Agnes Baltsa, Francisco Araiza, Simone Alaimo             | Giuseppe Patanè, Münchner Rundfunkorchester                               | CD Audio : Philips Classics Cat: 426233-2        |
| 2008  | Anna Caterina Antonacci, Mariella Devia, Francesco Meli, Simone Alberghini | Antonino Fogliani, Orchestre et chœur de la Scala                         | DVD : Arthaus Musik (de)/RAI/NHK Cat: 101 361    |

## Sources
- Piotr Kaminski, Mille et un Opéras, Paris, Fayard, coll. Les Indispensables de la Musique, 2003;
- Gustav Kobbé, Tout l'opéra, édition établie et révisée par le comte de Harewood, traduit de l'anglais par Marie-Caroline Aubert et Denis Collins, Paris, Robert Laffont, coll. Bouquins, 1980;
- Donizetti and Mary, Queen of Scots (Maria Stuarda) sur www.operapaedia.org;
- (en) James P. Cassaro, Gaetano Donizetti: A Guide to Research, Édition : annotated edition (12 octobre 2000), Collection: Composer Resource Manuals,  (ISBN 0815323506 et 978-0815323501).